# Цеценівський (заказник)
Цеценівський — втрачений ботанічний заказник місцевого значення в Україні.
Існував на території лісового урочища «Цеценівка» біля с. Цеценівки Шумського району, у кварталі 47 Забарського лісництва ДП «Тернопільліс».
Заказник створений рішенням виконкому Тернопільської обласної ради № 360 від 22 липня 1977 року. Площа — 58 га.
Скасований рішенням Тернопільської обласної ради № 206 від 18 листопада 2003 року з причини начебто втрати ділянкою цінності через замикання крон та випадіння з підліску барвінку малого.